# Moceriș, Caraș-Severin
Moceriș este un sat în comuna Lăpușnicu Mare din județul Caraș-Severin, Banat, România.

## Vezi și
- Cascada Moceriș
- Râul Nera între Bozovici și Moceriș (sit de importanță comunitară inclus în rețeaua europeană Natura 2000 în România) și Depresiunea Bozovici (arie de protecție specială avifaunistică)

## Personalități
- Nicu Novac (n. 1959), interpret de muzică populară și de petrecere

## Legături externe

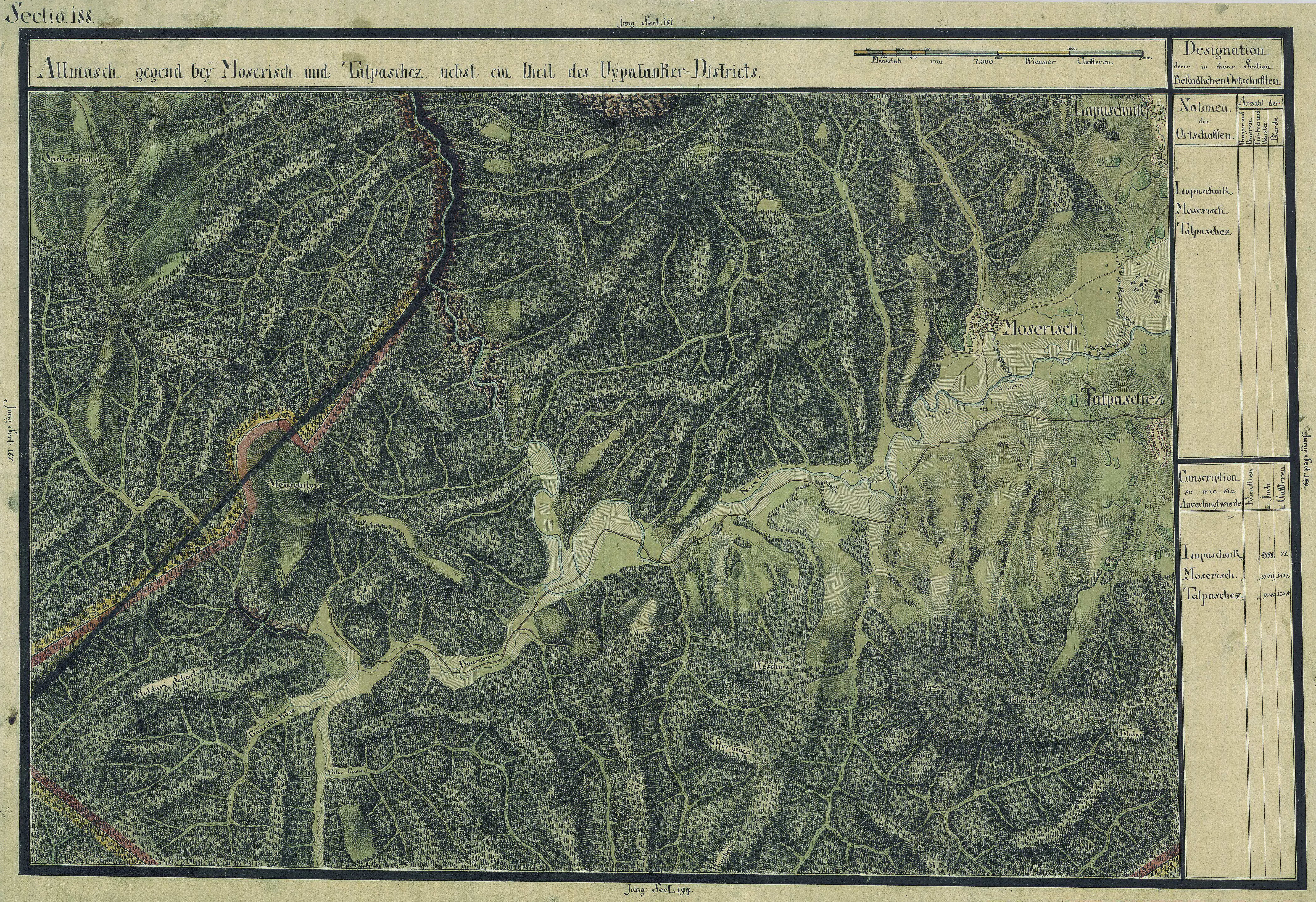
Moceriș în Harta Iosefină a Banatului, 1769-72